# Campbell (Schiff)
Die Campbell, auch HMS Campbell (Kennung: G76 / D60 / I60), war ein Zerstörer (Flottillenführer) der Scott-Klasse der britischen Marine, der von 1918 bis 1945 in Dienst stand.

## Geschichte

### Bau und Zwischenkriegszeit
Der Bauauftrag für die spätere Campbell wurde noch während des Ersten Weltkrieges, als Einheit der Scott-Klasse, an die Werft Cammell, Laird in Birkenhead vergeben. Diese legte den Rumpf am 10. November 1917 auf Kiel und der Stapellauf erfolgte am 21. September 1918. Die Indienststellung erfolgte am 21. Dezember 1918.
Bis 1925 wurde sie bei der Atlantic Fleet eingesetzt und kam dann zur Reserve.

### Zweiter Weltkrieg
1939 wurde sie mit Reservisten wieder in Dienst gestellt und ab September 1939 bei der 19. Zerstörerflottille in Harwich eingesetzt, die Geleitzüge an der britischen Ostküste sicherte. Ab März 1940 erfolgte dann der Einsatz in der U-Boot-Abwehr auf den westlichen Zugangsrouten zum Vereinigten Königreich, wurde allerdings schon im April zur Unterstützung der vor Norwegen eingesetzten Einheiten eingesetzt. Sie brachte Truppen nach Molde und Åndalsnes und war an der Räumung von Harstad beteiligt. Ab Juli erfolgte ein erneuter Einsatz in der Nordsee, und am 19. November 1940 rammte sie das deutsche Schnellboot S 38 der 3. Schnellboot-Flottille und nahm 19 Schiffbrüchige des Bootes gefangen. Während der Verteidigung des Küstengeleits FS 50 nahm sie irrtümlich den Geleitzerstörer HMS Garth unter Feuer und beschädigte ihn erheblich.
Im Januar 1942 wurde die Harwich-Flottille in die 21. umbenannt. Beim Kanaldurchbruch der deutschen Schlachtschiffe Scharnhorst und Gneisenau sowie der Prinz Eugen gelang es der Campbell mit der HMS Vivacious und HMS Worcester und den vom Schwesterschiff Mackay geführten Zerstörern HMS Whitshed und HMS Walpole der 16. Zerstörerflottille an die deutschen Schiffe heranzukommen und einen (erfolglosen) Torpedoangriff zu fahren.
Anfang September 1942 sicherte die Campbell mit dem Schwesterschiff Malcolm, zwei Hunt-Geleitzerstörern und fünf U-Jagd-Trawlern die 39 Schiffe des Russland-Konvois PQ 18 von Loch Ewe nach Island. Bei dem nach dem Desaster mit PQ 17 diesmal sehr sorgfältig gesicherten Konvoi führte die Malcolm die Nahsicherung und die Schwesterschiffe Campbell, Montrose und Mackay sowie die ähnlichen Broke und Keppel bei der Fernsicherung.
Danach wieder in der Nordsee eingesetzt, versenkte die Campbell mit der Garth am 29. November 1942 S 38. Im Zuge der Nordsee-Einsätze wurde die Radaranlage des Bootes kontinuierlich modernisiert und ihr Buggeschütz durch einen 6-pdr (57 mm)-Zwillingsturm ersetzt, der sich durch seine Feuergeschwindigkeit in der Bekämpfung von Schnellbooten bewährte und auch hinreichende Durchschlagskraft hatte. Im Mai 1944 bildete die Campbell mit dem Zerstörer Vivacious und zwei Trawlern die Sicherungsgruppe für eine Gruppe von Landungsbooten für den Landungsabschnitt Sword in der Normandie und sicherte bis in den Juli 1944 auch Verstärkungstransporte zu den Landungsstreitkräften, um dann zur Nordsee- und Kanalsicherung zurückzukehren.
Am 13. Mai 1945 gehörte die HMS Campbell zu den Begleitschiffen, die den norwegischen Kronprinzen Olav auf der HMS Apollo nach Oslo begleiteten. Im August 1945 wurde der alte Zerstörer dann außer Dienst gestellt und im Februar 1947 zum Abbruch verkauft, der in Rosyth erfolgte.